# Anabolia furcata
Anabolia furcata är en nattsländeart som beskrevs av Brauer 1857. Anabolia furcata ingår i släktet Anabolia och familjen husmasknattsländor. Arten är reproducerande i Sverige. Inga underarter finns listade i Catalogue of Life.